# Truefitt & Hill
Truefitt & Hill es la peluquería más antigua del mundo fundada en 1805 en Londres (Inglaterra) Reino Unido  por William Francis Truefitt. Actualmente, además de peluquería profesional, es una marca de lujo que fabrica cremas de afeitar, aftershaves y fragancias para caballeros de clase alta.

## Historia
Como era la moda de la época, gran parte del negocio de Francis Truefitt consistía en la elaboración de pelucas y la estética. Ganó su éxito y reputación debido estas habilidades, con las que creció rápidamente consiguiendo un negocio próspero en el corazón elegante de Londres. Uno de sus más grandes logros en sus primeros años fue convertirse en estilista y peluquero de la Corte Real y elaborador de pelucas por autorización real a su majestad el Rey Jorge III.[cita requerida]
En 1935, bajo la dirección de H.P. Truefitt (sobrino de Francis Truefitt), la barbería se mudó a un espacio propiedad de Edwin Hill & Co. La mudanza fusionó ambas barberías en un nuevo y ahora histórico nombre: Truefitt & Hill.
Actualmente, la marca mantiene la autorización real con nombramiento al Príncipe Felipe, Ducado de Edimburgo y es conocida por sus famosas cremas de afeitar de lujo, lociones para después de afeitar y fragancias.

## Gama de fragancias
Truefitt & Hill, además de colonias en sí, fabrica sus cremas de afeitar y aftershaves con estos mismos aromas, ofreciendo una amplia gama de productos en la que el caballero puede escoger un mismo aroma para su crema de afeitar, aftershave y colonia.
- 1805: Su primera fragancia creada en el año de 1805, el mismo año en que Francis Truefitt empezó su negocio. Es una fragancia clásica con toque ligaramente modernista en la que notas principales de ciprés, bergamota, cardamomo y tangerina se abrazan gentilmente con salvia romana, nuez moscada, lavanda y geranio sobre una base de almizcle, vetiver, sándalo y cedro. Es tal vez su fragancia más exitosa.

- Trafalgar: Esta fragancia debe su nombre a una de las batallas más célebres en la historia de Europa: La Batalla de Trafalgar, donde la armada Británica bajo el mando de Horatio Nelson se enfrentó a los aliados Francia y España y acabó con los planes de Napoleón Bonaparte para invadir el Reino Unido. Curiosamente la batalla ocurrió en 1805, el mismo año de la fundación de Truefitt & Hill y se le dedicó esta colonia a los hombres que lucharon en tan célebre combate. Trafalgar es una fragancia oceánica que combina maderas picantes con cedro, sándalo y toques suaves de jazmín y especias.

- West Indian Limes: Un clásico de los perfumes británicos, West Indian Limes es una rica y refrescante mezcla de cítricos, may chang, limón, naranja y lima envolviendo su corazón floral de flor de naranja, lilas y rosas sobre una base de musgo de roble.

- Spanish Leather: Una rica mezcla de cueros con toques de maderas y especias que traen los recuerdos de Granada y Castilla en España. Un aroma muy varonil a cuero sobre una base de almizcle.

- Grafton: Hierbas picantes con un corazón de flores secas y un fondo rico de maderas y ámbar con un toque de cuero.

- Freshman: Una fragancia fresca a fougère marino con notas principales de bergamota, limón, flor de naranja, menta, cilantro y romero, con un corazón de salvia romana, geranio, lirio de los valles y jazmín sobre una base de maderas exóticas, ámbar, musgo y almizcle.

- Clubman: Una fragancia fresca con cítricos, menta y una refrescante nota oceánica realzada con flores frescas, maderas y almizcle.

## Clientes famosos
Durante siglos el nombre Truefitt & Hill ha sido sinónimo de aristocracia y prestigio. Incluso, cuando se recuperaron objetos del Titanic se encontró una pomada de la marca. Asimismo, personajes históricos como Charles Dickens, Oscar Wilde y William Thackeray reconocieron a la barbería como "una residencia de lujo y estilo".
Otros personajes famosos que frecuentaron la barbería Truefitt & Hill durante sus vidas incluyen:
- Sir Winston Churchill
- John Wayne
- Frank Sinatra
- Fred Astaire
- Cary Grant
- Alfred Hitchcock